# ラウテン県
ラウテン県（テトゥン語：Lautein）は、東ティモールの県のひとつ。ラウテム県とも表記される。ティモール島東部に位置し、1702 km2に、2008年の推計で6万5349人が暮らす。県都は首都ディリから東へ248kmのところにあるロスパロス。さらにイリオマール、ラウテン、ロスパロス、ルロー、トゥトゥアラの各地区に分けられる。
西でバウカウ県、ヴィケケ県と接する。北の海はバンダ海、南の海はティモール海となる。ティモール島最東端のカップ・クッチャと国内最東端のジャコ島は県のトゥトゥアラ地区に属する。

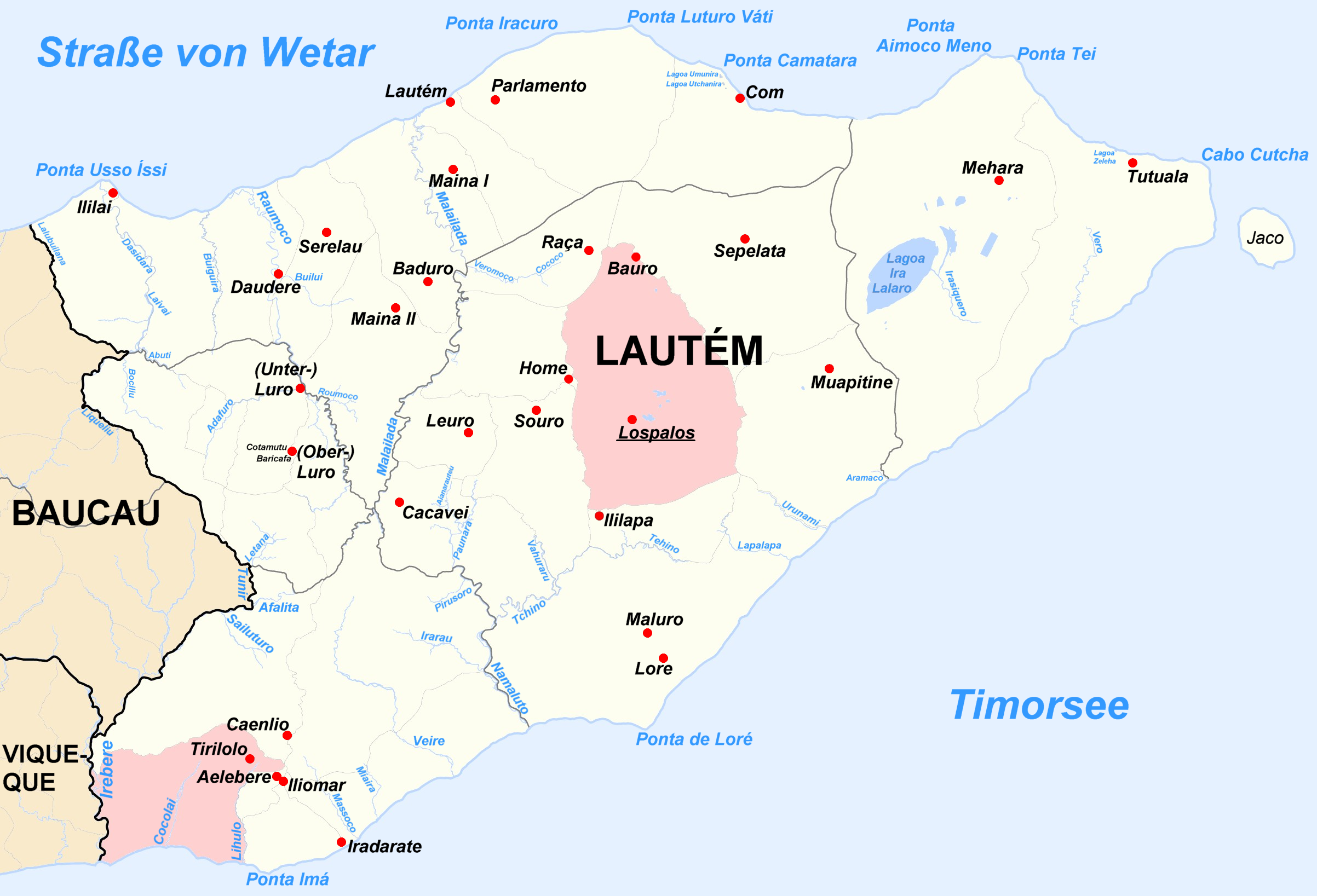
ラウテン県の都市、河川

ラウテン県にはポルトガル領ティモール時代から同一の組織があった。ポルトガル領時代は、多くの土地がポルトガル風の地名に改称された。例えば、ラウテンはヴィラ・ノヴァ・デ・マラカ、コムはノヴァ・ナザレ、トゥトゥアラはノヴァ・サグレス、ライヴァイはノヴァ・アンコラと呼ばれた。
県内には美しい砂浜や荒涼とした山岳、手付かずの風景などがある。東ティモール固有の鳥の多くはここに生息している。ラウテン市近郊には洞窟壁画がある。多くの石棺や自然信仰の聖地がある。
また、東ティモールの公用語はポルトガル語とテトゥム語だが、県内ではパプア諸語のフタルク語を話すものも東部を中心に3万人ほどいる。その多くはフタルク語しか喋らない。